# عياض بن حمار التميمي
عِياض بن حِمَار بن محمد المجاشعي الدارمي التميمي.((عيَاض بن حِمَار بن أَبي حِمَار بن ناجية بن عِقَال بنُ مُحمَّد بن سفيان بن مجاشع بن دارم التميمي المجاشعي. كذا نسبه خليفة بن خياط. وقال أَبو عبيدة: هو عياض بن حمار بن عَرْفجة بن ناجية.)) ((أَخرجه الثلاثة يعني: ابن عبد البر، وابن منده، وأبا نعيم إِلا ابن منده قال: "عياض بن حمار بن مخمر، بالخاء المعجمة وآخره راءٌ. وهو تصحيف، وإِنما هو "محمد" باسم النبي صَلَّى الله عليه وسلم، يجتمع والأقرع ابن حابس في عِقال بن محمد بن سفيان، وهذا نسب مشهور، وقد أَسقط ابن منده مع التصحيف عدة آباء)) أسد الغابة. ((وفد على النّبيّ صلى الله عليه وسلم، قبل أن يسلم ومعه نَجِيَبة يهديها إلى رسول الله صَلَّى الله عليه وسلم، فقال: "آسلمتَ؟" قال: لا: قال: "إنّ الله نهانا أن نقبل زَبْد المشركين". قال: فأسلم فقبلها رسول الله صَلَّى الله عليه وسلم، فقال: يا نبيّ الله، الرجل من قومي من أسفل مني يشتمني أفأنتصر منه؟ فقال: "المستبّان شيطانان يتكاذبان"((. وروي عنه أيضًا غير ذلك، ثمّ نزل البصرة فروى عنه البصريّون.)) الطبقات الكبير. ((كان صديقًا لرسول الله صَلَّى الله عليه وسلم قديمًا، وكان إذا قدم مكّة لا يطوفُ إِلّا في ثيابِ رسولِ الله صَلَّى الله عليه وسلم، لأنه كان من الجملة الذين لا يطوفون إلا في ثوب أحمسي.)) الاستيعاب في معرفة الأصحاب.
((روى عنه مطرِّف ويزيد ابنا عبد اللّه بن الشخير، والحسن. أَنبأَنا الخطيب عبد اللّه بن أَحمد الطوسي بإِسناده عن أَبي داود الطيالسي: حدثنا عِمران القطان. وهمام، عن قتادة ـــ قال عمران: عن مطرف بن عبد اللّه. وقال همام: عن يزيد بن عبد اللّه ـــ عن عياض قال: قلت: يا رسول الله، الرجل من قومي يشتمني، وهو دوني؟ فقال رسول الله صَلَّى الله عليه وسلم: "الْمُسْتَبَّانِ شَيْطَانَانِ يَتَهَاتَرَانِ وَيَتَكَاذَبَانِ، فَمَا قَالاَ فَهُوَ عَلَى البادئِ مِنْهُمَا حَتَّى يَعْتَدِيَ الْمَظْلُوم.

## مسند عياض
روى عياض بن حمار عن رسول الله - صلى الله عليه وسلم - 
- حدثنا محمد بن المثنى، قال : نا عبد الصمد، قال : نا همام يعني ابن يحيى، قال : نا قتادة، قال : حدثني أربعة عن مطرف بن عبد الله بن الشخير، منهم يزيد بن عبد الله أخي مطرف، والعلاء بن زياد العدوي ورجلان نسيهما همام، عن عياض بن حمار .
- وحدثناه أحمد بن منصور، قال : نا عمرو بن عاصم، قال : نا همام، عن قتادة، قال : حدثني أربعة عن مطرف بن عبد الله، منهم يزيد بن عبد الله والعلاء بن زياد، ورجلان نسيهما همام، عن عياض بن حمار - رضي الله عنه - أنه سمع رسول الله - صلى الله عليه وسلم - يخطب يقول في خطبته: "إن الله تبارك وتعالى أمرني أن أعلمكم ما جهلتم مما علمني يومي هذا، ألا إن كل مال نحلته عبادي حلالا، وإني خلقت عبادي حنفاء كلهم، وإن الشياطين أتتهم فاجتالتهم عن دينهم وحرمت عليهم ما [ ص: 420 ] أحللت، وأمرتهم أن يشركوا بي ما لم أنزل به سلطانا، وإن الله تبارك وتعالى اطلع إلى أهل الأرض فمقتهم عربهم وعجمهم، غير بقايا من أهل الكتاب .

فقال: يا محمد إنما بعثتك لأبتليك وأبتلي بك، وأنزلت عليك كتابا لا يغسله الماء، تقرأه نائما ويقظانا، وإن ربي تبارك وتعالى أمرني أن أحرق قريشا، فقلت: يا رب إذا يثلغوا رأسي فيدعوه خبزة، قال: استخرجهم كما استخرجوك وأنفق أنفق عليك، وابعث جيشا أبعث خمسة أمثالهم، وقاتل بمن أطاعك من عصاك، وقال: أصحاب الجنة ثلاثة ذو سلطان مقسط مصدق موفق، ورجل رقيق القلب لكل مسلم، ورجل عفيف متصدق . 
وقال: أصحاب النار خمسة: رجل لا يخفى له طمع إلا خانه، ورجل لا يمسي ولا يصبح إلا وهو يخادعك عن أهلك ومالك، والضعيف الذي لا زبر له الذين هم فيكم تبع " فقال رجل: يا أبا عبد الله : أمن الموالي هو أم من العرب ؟ قال: "هو التابعة، يتبع الرجل فيصيب من خدمه سفاحا غير نكاح " قال: وذكر البخل والكذب، أو قال: الكذب والبخل .
وهذا الحديث رواه سعيد بن أبي عروبة، عن قتادة، عن مطرف عن عياض فلم نذكره ؛ لأن حديث سعيد ترك منه يزيد بن عبد الله والعلاء، وقتادة لم يسمعه من مطرف، فذكرناه عن همام إذ كان قد وصله وقد تابعه على روايته عوف، عن حكيم الأثرم، عن الحسن، عن مطرف، عن عياض . 
- نا به محمد بن بشار بندار، قال: نا عبد الرحمن بن عثمان أبو بحر البكراوي، قال: نا عوف، عن حكيم الأثرم، عن الحسن، عن مطرف، عن عياض بن حمار، عن النبي - صلى الله عليه وسلم